# افسانه بایگان
افسانه بایگان (زادهٔ ۲۶ دی ۱۳۴۰) بازیگر ایرانی است. او بازیگری را با نقشی در فیلم کوتاه بوق (۱۳۵۱) آغاز و در ۱۵ سالگی رتبهٔ دوم مسابقه دختر شایستهٔ ایران در مجلهٔ زن روز را کسب کرد. فعالیت حرفه‌ای بایگان با مجموعهٔ تلویزیونی سربداران (۱۳۶۲) آغاز شد و با گمشده (۱۳۶۵) کار سینمایی خود را آغاز کرد که پرفروش‌ترین فیلم سال شد. او در آن زمان یکی از پرکارترین بازیگران زن سینما و نخستین سوپر استار زن دههٔ ۱۳۶۰ شد. افسانه بایگان در فیلم پرمخاطب بگذار زندگی کنم (۱۳۶۵) ایفای نقش کرد. بایگان برای نقش‌آفرینی در دو فیلم با یک بلیت (۱۳۶۹)، خواهران غریب (۱۳۷۴) و کافه ستاره (۱۳۸۴) نامزد دریافت جایزهٔ بهترین بازیگر زن جشنواره فیلم فجر شد. در عرصهٔ تلویزیون، او در پیامک از دیار باقی (۱۳۸۷) و وضعیت سفید (۱۳۹۰) حضور داشت.

## آغاز زندگی و خانواده
افسانه بایگان در ۲۶ دی ۱۳۴۰ در تهران زاده شد. عموی پدرش فضل‌الله بایگان از پیشگامان تئاتر ایران و پدربزرگ پدرش میرزا جواد مؤتمن‌الممالک نماینده نخستین دوره مجلس شورای ملی بود. مادرش به بازیگری علاقمند بود. اما به دلیل پرورش در خانواده‌ای منضبط و سختگیر، موفق به کار در این زمینه نشد. پدربزرگ مادری افسانه بایگان مستشار دیوان عالی کشور بود و جد اعلای مادرش، میرزا محمدرضا مؤتمن‌السلطنه در دوره قاجار حاکم خراسان و نایب التولیه آستان قدس رضوی بود.

## زندگی حرفه‌ای
افسانه بایگان زمانی که پانزده ساله بود به تشویق مادرش در مسابقه دختر شایسته ایران سال ۱۳۵۵ شرکت کرد و نفر دوم شد. در آن سال، جلوه پالیزبان، فینالیست کرمانشاهی، به عنوان دختر شایسته ایران برگزیده شد. در این مراسم رسم بر این بود که دختر شایسته سال گذشته، شنل مخصوص را بر دوش دختر شایسته جدید می‌گذاشت.
افسانه بایگان در یازده سالگی در فیلم کوتاه بوق کاری از علی علیزاده به ایفای نقش پرداخت؛ اما کار حرفه‌ای در سینما و تلویزیون را در سال ۱۳۶۰ با بازی در مجموعه تلویزیونی پربینندهٔ سربداران آغاز کرد. یک سال بعد نخستین نقش سینمایی را در فیلم گمشده به کارگردانی مهدی صباغ‌زاده در سال ۱۳۶۴ به‌دست‌آورد و به یکی از پرکارترین بازیگران زن سینمای ایران و سوپراستار در دههٔ ۱۳۶۰ تبدیل شد. وی اواخر دهه هفتاد تا اوایل دهه هشتاد به علت شرایط کاری، چند سال از سینما فاصله گرفت. چون به گفته خودش حتی فراموش شدن برای او بهتر از ماندن به هر قیمتی بوده است.
بایگان در کنار بازیگری، طراحی صحنه و لباس را هم در فیلم شکوه بازگشت تجربه کرده است.

## زندگی خصوصی
همسر افسانه بایگان، مصطفی شایسته، کارگردان و تهیه‌کننده سینما است. او دارای سه فرزند می‌باشد.

## فعالیت سیاسی
افسانه بایگان در انتخابات شوراهای اسلامی شهر و روستا ۱۳۹۲ ثبت نام کرد اما پس از اعلام نتایج تأیید صلاحیت‌ها او رد صلاحیت شد. وی با ذکر این نکته که هیچ‌گاه علاقه‌ای به سیاست نداشت تنها هدف خود را خدمت‌گزاری به مردم دانسته و با اعلام انصراف از ادامه کاندیداتوری (پس از رد صلاحیت) همچنان خود را به قانون اساسی ایران و اسلام پایبند دانست.

## مخالفت با حجاب اجباری
در میانه خیزش ۱۴۰۱ ایران با آغاز اعتراضات به مرگ مهسا (ژینا) امینی، بایگان هم مانند بسیاری از سینماگران زن ایرانی، با انتشاری تصویری بدون حجاب اجباری در اینستاگرام با زنان معترض ایرانی و جنبش زن، زندگی، آزادی اعلام همراهی کرد. او در حمایت از معترضان، با انتشار عکسی بدون حجاب از خود در اینستاگرام نوشت: «برای همراهی با نور، برای نور، برای راه روشن». او در ۱۰ اردیبهشت ۱۴۰۲ در مراسم بزرگداشت آتیلا پسیانی با پوشش اختیاری و با گوشواره شیر و خورشید در مراسم بزرگداشت آتیلا پسیانی حاضر شد.
در ۱۲ اردیبهشت ۱۴۰۲ اعلام شد که به علت کشف حجاب برای او پرونده قضایی تشکیل شده است. رای دادگاه ۲۸ تیر ۱۴۰۲ به او ابلاغ شد. وی بر اساس حکم دادگاه به ۲ سال حبس تعزیری، دو سال ممنوعیت خروج از کشور، دو سال ممنوعیت دسترسی به فضای مجازی، مراجعه هفته‌ای یکبار به روان‌پزشک تا دریافت گواهی سلامت و مطالعه و خلاصه‌نویسی یک کتاب در ظرف دو ماه محکوم شد.

### خداحافظی از بازیگری
افسانه بایگان در ۲۰ تیر ۱۴۰۲ پس از حضور با کلاه در نمایش یک تئاتر به‌عنوان تماشاگر و فراخوانی دوباره به دادگاه، در اینستاگرام گفت به دلیل فشارها و قضاوت‌های سختگیرانه، نادیده‌گرفته شدن فعالیت هنری و حیثیت اجتماعی‌اش از عرصه بی‌حرمت بازیگری کناره‌گیری می‌کند.

## فیلم‌شناسی

### فیلم‌ها
| سال  | نام فیلم              | کارگردان           | نقش    |
| ---- | --------------------- | ------------------ | ------ |
| ۱۴۰۲ | بهشت تبهکاران         | مسعود جعفری جوزانی |        |
| ۱۳۹۹ | سیاه باز              | حمید همتی          |        |
| ۱۳۹۵ | میلیونر میامی         | مصطفی احمدی        | پری    |
| ۱۳۹۴ | نگار                  | رامبد جوان         | نسرین  |
| ۱۳۹۴ | ۵۰ کیلو آلبالو        | مانی حقیقی         | فرنگیس |
| ۱۳۹۳ | خبر خاصی نیست         | مصطفی شایسته       | ناهید  |
| ۱۳۹۳ | پی ۲۲                 | حسین قاسمی جامی    | زهرا   |
| ۱۳۸۹ | زن‌ها شگفت انگیزند     | مهرداد فرید        | خاتون  |
| ۱۳۸۹ | ایستگاه آخر           | شاپور قریب         |        |
| ۱۳۸۸ | آدمکش                 | رضا کریمی          |        |
| ۱۳۸۸ | زمهریر                | علی روئین‌تن        |        |
| ۱۳۸۷ | شیرین                 | عباس کیارستمی      |        |
| ۱۳۸۷ | آقای هفت رنگ          | شهرام شاه‌حسینی     |        |
| ۱۳۸۷ | چشمک                  | جهانگیر جهانگیری   |        |
| ۱۳۸۷ | سوپر استار            | تهمینه میلانی      |        |
| ۱۳۸۶ | در شهر خبری نیست، هست | رضا خطیبی          |        |
| ۱۳۸۶ | قرنطینه               | منوچهر هادی        |        |
| ۱۳۸۶ | کنعان                 | مانی حقیقی         |        |
| ۱۳۸۵ | محاکمه                | ایرج قادری         |        |
| ۱۳۸۴ | کافه ستاره            | سامان مقدم         |        |
| ۱۳۷۸ | عشق شیشه‌ای            | غلامرضا حیدرنژاد   |        |
| ۱۳۷۷ | طوطیا                 | ایرج قادری         |        |
| ۱۳۷۶ | جهان پهلوان تختی      | بهروز افخمی        |        |
| ۱۳۷۶ | بدلکاران              | مهدی صباغ‌زاده      |        |
| ۱۳۷۶ | پنجه در خاک           | ایرج قادری         |        |
| ۱۳۷۶ | زخمی                  | کامران قدکچیان     |        |
| ۱۳۷۶ | شبیخون                | جمشید آهنگرانی     |        |
| ۱۳۷۶ | مرد عوضی              | محمدرضا هنرمند     |        |
| ۱۳۷۶ | یاغی                  | جهانگیر جهانگیری   |        |
| ۱۳۷۵ | نابخشوده              | ایرج قادری         |        |
| ۱۳۷۴ | خواهران غریب          | کیومرث پوراحمد     |        |
| ۱۳۷۳ | روز دیدنی             | فرزین مهدی‌پور      |        |
| ۱۳۷۳ | مجازات                | جهانگیر جهانگیری   |        |
| ۱۳۷۲ | بدل                   | جهانگیر جهانگیری   |        |
| ۱۳۷۱ | آلما                  | اکبر صادقی         |        |
| ۱۳۷۱ | حمله خرچنگ‌ها          | پرویز تأییدی       |        |
| ۱۳۷۱ | خوش خیال              | مهران تأییدی       |        |
| ۱۳۷۱ | شکوه بازگشت           | سیروس مقدم         |        |
| ۱۳۷۱ | مریم و میتیل          | فتحعلی اویسی       |        |
| ۱۳۷۱ | اتل متل توتوله        | محمد جعفری         |        |
| ۱۳۷۰ | شانس زندگی            | شهریار پارسی‌پور    |        |
| ۱۳۷۰ | قرق                   | احمد هاشمی         |        |
| ۱۳۷۰ | گرگ‌های گرسنه          | سیروس مقدم         |        |
| ۱۳۶۹ | دو فیلم با یک بلیط    | داریوش فرهنگ       |        |
| ۱۳۶۸ | آخرین مهلت            | پرویز تأییدی       |        |
| ۱۳۶۸ | شنگول و منگول         | پرویز صبری         |        |
| ۱۳۶۸ | فانی                  | افشین شرکت         |        |
| ۱۳۶۷ | طوبی                  | خسرو ملکان         |        |
| ۱۳۶۶ | گل مریم               | حسن محمدزاده       | مریم   |
| ۱۳۶۶ | مکافات                | منوچهر مصیری       |        |
| ۱۳۶۵ | بگذار زندگی کنم       | شاپور قریب         |        |
| ۱۳۶۵ | تشکیلات               | منوچهر مصیری       |        |
| ۱۳۶۵ | حریم مهرورزی          | ناصر غلامرضایی     |        |
| ۱۳۶۵ | دبیرستان              | اکبر صادقی         |        |
| ۱۳۶۴ | گمشده                 | مهدی صباغ‌زاده      |        |

### مجموعه تلویزیونی
| سال  | مجموعه تلویزیونی   | کارگردان              | شبکه                                |
| ۱۳۶۲ | سربداران           | محمدعلی نجفی          | شبکه ۱                              |
| ۱۳۷۵ | تنهاترین سردار     | مهدی فخیم‌زاده         | شبکه ۱                              |
| ۱۳۷۵ | زیر چتر خورشید     | بهمن زرین‌پور          | شبکه ۲                              |
| ۱۳۷۵ | سرنخ               | کیومرث پوراحمد        | شبکه ۱                              |
| ۱۳۷۷ | نرگس               | شاپور قریب            | شبکه ۱                              |
| ۱۳۷۷ | زیر بازارچه        | رضا ژیان              | شبکه ۲/پخش در نوروز ۷۸              |
| ۱۳۷۷ | روزهای زندگی       | سیروس مقدم            | شبکه ۳/پخش در سال ۷۹                |
| ۱۳۷۹ | کمین               | مسعود کرامتی          | شبکه ۳                              |
| ۱۳۷۹ | غریبه              | جواد اردکانی          | شبکه ۲                              |
| ۱۳۷۹ | آتش و شبنم         | محمدابراهیم سلطانی فر | شبکه ۱                              |
| ۱۳۸۰ | با من بمان         | حمید لبخنده           | شبکه ۳                              |
| ۱۳۸۰ | روشنایی دشت        | عبدالله باکیده        | شبکه ۲                              |
| ۱۳۸۰ | نخل و تنهایی       | بهروز طاهری           | شبکه ۱/پخش در ماه رمضان             |
| ۱۳۸۶ | پیامک از دیار باقی | سیروس مقدم            | شبکه ۱/پخش در نوروز ۸۷              |
| ۱۳۸۷ | روز حسرت           | سیروس مقدم            | شبکه ۱/پخش در ماه رمضان             |
| ۱۳۸۹ | وضعیت سفید         | حمید نعمت‌الله         | شبکه ۳                              |
| ۱۳۹۰ | راه طولانی         | رضا کریمی             | شبکه ۱                              |
| ۱۳۹۵ | پریا               | حسین سهیلی‌زاده        | شبکه ۳                              |
| ۱۳۹۶ | گمشدگان            | رضا کریمی             | شبکه ۲                              |
| ۱۳۹۶ | تعطیلات رؤیایی     | علیرضا امینی          | شبکه ۲/پخش در نوروز ۹۷              |
| ۱۳۹۷ | روزهای بی‌قراری     | کاظم معصومی           | شبکه ۲/پخش از بهار ۹۸               |
| ۱۳۹۸ | دل                 | منوچهر هادی           | شبکه نمایش خانگی/پخش از تابستان ۹۸  |
| ۱۳۹۹ | با خانمان          | برزو نیک نژاد         | شبکه ۳/پخش در زمستان ۹۹             |
| ۱۴۰۱ | دردسرهای شیرین     | سهیل موفق             | شبکه ۵/ پخش در نوروز ۱۴۰۱           |
| ۱۴۰۱ | دیو و ماه‌پیشونی    | حسین قناعت            | شبکه نمایش خانگی/پخش از زمستان ۱۴۰۱ |

سریال شوق پرواز به کارگردانی یدالله صمدی سال۹۰

## جوایز و افتخارات
| جشنواره                         | قسمت                     | فیلم               | نتیجه    | جایزه        |
| ------------------------------- | ------------------------ | ------------------ | -------- | ------------ |
| بیست و چهارمین جشنواره فیلم فجر | بهترین بازیگر نقش اول زن | کافه ستاره         | نامزدشده | سیمرغ بلورین |
| چهاردهمین جشنواره فیلم فجر      | بهترین بازیگر نقش اول زن | دو فیلم با یک بلیط | نامزدشده | سیمرغ بلورین |
| نهمین جشنواره فیلم فجر          | بهترین بازیگر نقش اول زن | خواهران غریب       | نامزدشده | دیپلم افتخار |